# Башкирія (національний парк)
Націона́льний парк «Башки́рія» (башк. Башҡортостан милли паркы; рос. Национальный парк «Башкирия») — природоохоронна територія в Башкортостані (Росія). Заснована 11 вересня 1986 року, є першим та єдиним національним парком у республіці. Загальна площа охоронюваної території становить 82 300 га, з яких 79 800 га припадає на суходіл, а 2500 га складає акваторія Нугуського водосховища. Назва парку походить від топоніму, яким росіяни іменують національну республіку башкирів. До 9 жовтня 1995 року повна офіційна назва звучала як Держа́вний приро́дний націона́льний парк «Башки́рія».
Парк створений задля охорони окремих геологічних об'єктів, а також природних комплексів західних відрогів Південного Уралу, що мають загальну екологічну, історичну й естетичну цінність. У його межах розташовані дві пам'ятки природи — урочище Кутук і Куперлінський карстовий міст. В свою чергу, національний парк «Башкирія» разом із розташованими поруч заказниками «Алтин Солок», Іцьким і природним парком «Мурадимовська ущелина» входить до складу біосферного резервата «Башкирський Урал». На його теренах зростає близько 800 видів вищих рослин, 171 вид мохів, 264 види лишайників і систематично близьких до них грибів, 212 видів водоростей. Серед представників флори 125 видів є рідкісними, а 67 занесені до Червоних книг різних рангів. Різноманіття рослин в національному парку «Башкирія» складає близько 45 % флори Башкортостану. У межах охоронюваної території зареєстровано ссавців 65 видів, птахів — 230, плазунів — 9, земноводних — 9, риб — 32, а також, за неповними даними, понад 506 видів безхребетних. З усього різноманіття фауни парку 75 видів занесені до Червоної книги Башкортостану, 38 — до Червоної книги Росії, а 23 — до Червоного списку Міжнародного союзу охорони природи. Національний парк «Башкирія» грає особливо значну роль у збереженні природного середовища пернатих. Він включений до переліку ключових орнітологічних територій Росії під назвою «Більсько-Нугуське міжріччя» як орнітологічна територія міжнародного та європейського значення.
Національний парк «Башкирія» належить до популярних об'єктів туризму в Башкортостані, на його теренах розташовані пам'ятки природи й археології, цікаві в історичному та природному відношенні печери і мальовничі урочища. Місцеві жителі зберігають давні традиції природокористування, зокрема, розвивають вимираючу галузь бджільництва — бортництво. Для відвідувачів тут діє декілька маршрутів різного ступеню складності, в тому числі піші, водні та кінні. 

## Клімат
Національний парк «Башкирія» знаходиться в континентальній кліматичній зоні помірного поясу. Клімат на його теренах дуже мінливий завдяки складному рельєфу і гідрографічній мережі: численні гірські хребти, їхні відроги, ущелини, штучні та природні водойми ускладнюють проходження атмосферних фронтів і створюють широкий діапазон мікрокліматичних умов.

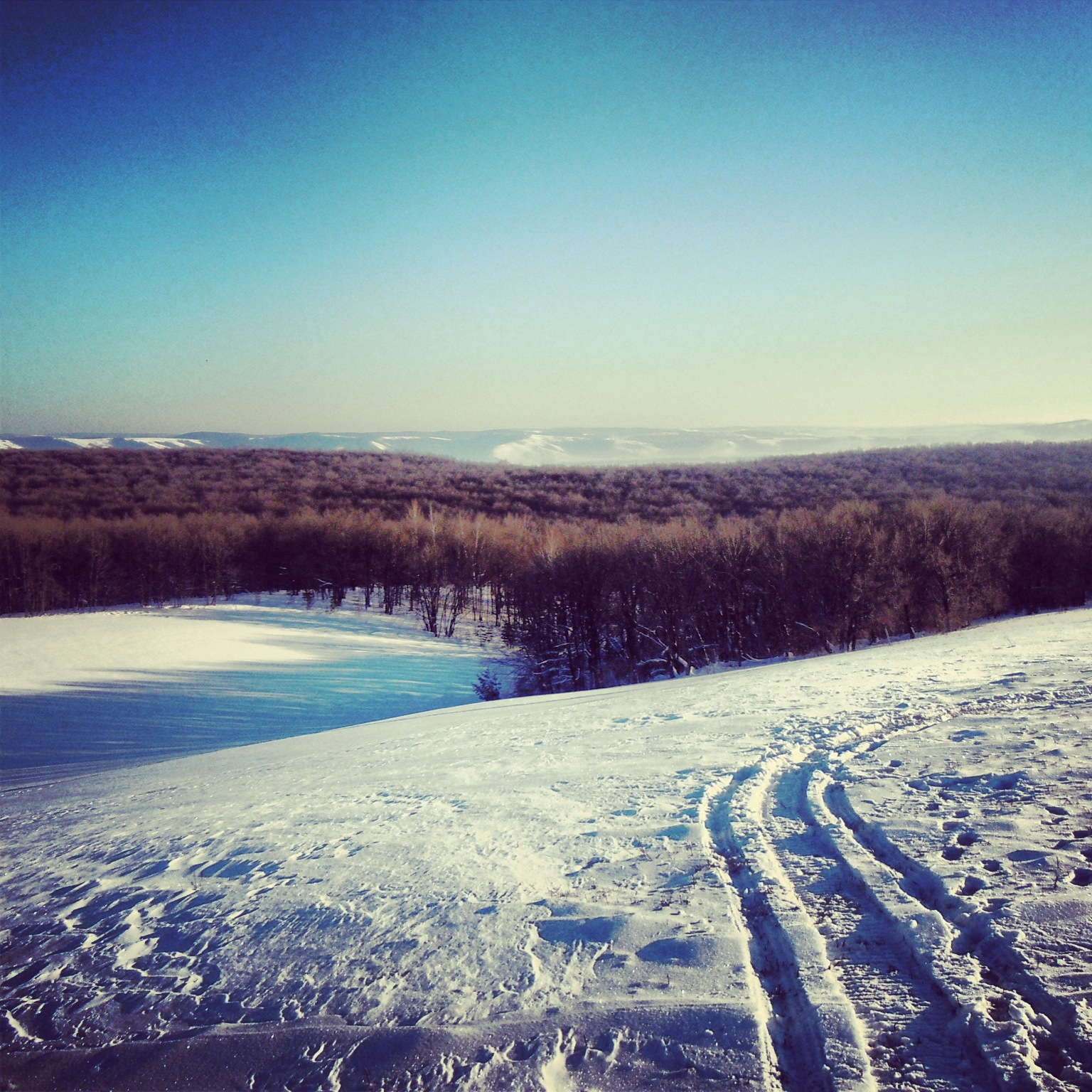
Зима в околицях Нугуського водосховища.

Середньорічна температура повітря на території парку коливається від +0,1 °C у східній його частині до +4,5 °C біля західного кордону. Найхолодніший місяць року — січень, коли середня температура складає –16°C, а мінімальні можуть сягати –45…–48 °C. Найтепліший місяць року — липень, середня температура якого на рівнинах складає +19,7 °C, а в горах становить +13,6 °C. Мікрокліматична різниця температурних показників помітна не тільки в різних частинах парку, але і в межах одного часового проміжку. Наприклад, протягом липня вона може коливатися від +3 до +41 °C. Вегетаційний період із температурами вищими за 10 °C триває понад п'ять місяців — з травня по вересень. Безморозний період у західній частині національного парку триває в середньому 3—3,5 місяці, а в східній частині скорочується до 2,5 місяців, в окремі роки за рахунок ранньолітніх приморозків він може скорочуватись до 60 днів.
Середньорічна кількість опадів над західною частиною парку становить 404 мм, над східною — 582 мм. Із загальної кількості опадів у гірських східних районах парку 59 % випадає у вигляді дощу, 29 % — у вигляді снігу або граду, ще 12 % припадає на мішані опади. На рівнинах біля західного кордону охоронюваної території співвідношення між дощами і снігом дещо інакше: там 61 % рідких опадів і 27 % твердих. Найбагатші на опади місяці — липень і серпень, коли випадає 25 % річної норми (від 76 мм на західних рівнинах до 140 мм у горах). Найтриваліша й найекстремальніша пора року в «Башкирії» — зима, яка триває від 154 днів (на заході) до 202 днів (на сході). Стійкий сніговий покрив з'являється, відповідно, на початку листопада на заході та наприкінці жовтня на сході парку. Найбільшу висоту снігового покриву спостерігали у міжгірних котловинах (150 см) і лісах (100—110 см), на відкритих місцинах вона не перевищує 60—65 см.
Над національним парком «Башкирія» влітку віють переважно західні, а взимку — південні й південно-західні вітри, що робить місцевий мікроклімат більш сприятливим порівняно з іншими регіонами Башкортостану. Однак у гірській частині парку напрямок панівних вітрів у кожній окремій місцевості може різнитися в залежності від присутніх тут крупних форм рельєфу.

## Географія та гідрологія

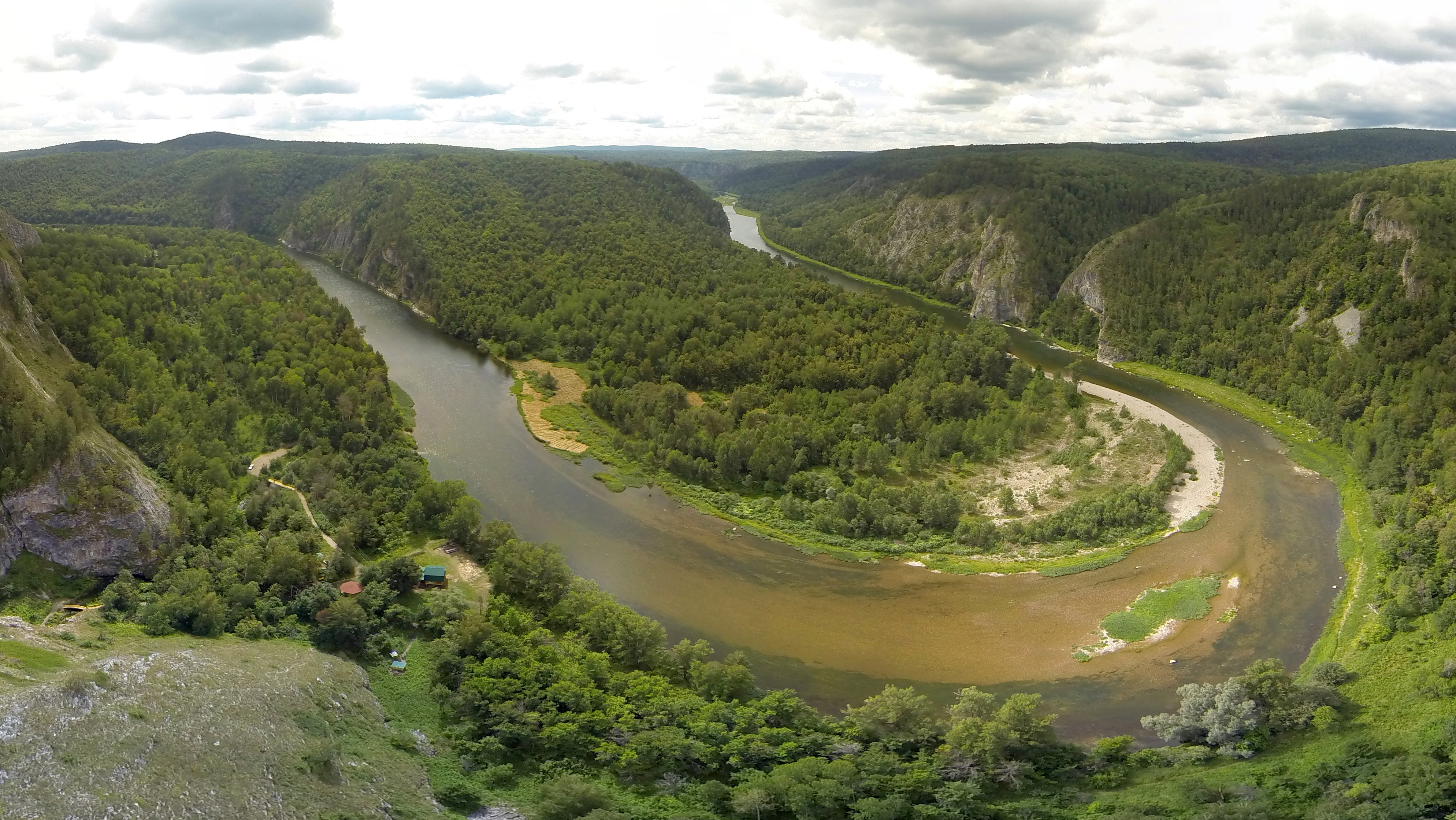
Кордон між національним парком «Башкирія» і заповідником Шульган-Таш: «півострів» в центрі належить парку, а протилежний берег Білої — це терени заповідника поблизу Капової печери.

Національний парк «Башкирія» знаходиться на півдні Республіки Башкортостан, обіймаючи терени Мелеузівського (54 269 га), Бурзянського (16 285 га) і Кугарчинського районів (9246 га). З півночі на південь його територія простягається на 30 км, а зі сходу на захід — на 50 км. Його західний і південний кордони межують із густонаселеними рівнинними регіонами, тому мають майже прямі обриси, що обумовлено характером розподілу земель між різними сільськогосподарськими власниками. Натомість східний і північний кордони пролягають через малонаселену лісову місцевість, вони дотичні переважно до угідь різних лісових господарств. Оскільки ця частина найгористіша, то кордони парку тут набувають вигадливих обрисів, обумовлених складками рельєфу. З північного сходу упритул до кордонів національного парку прилягають землі біосферного заповідника Шульган-Таш, протяжність спільного кордону між двома природоохоронними територіями становить 40 км. Слід зазначити, що хоча національний парк «Башкирія» є самостійною установою, його адміністрації підлягають лише 79 800 га суходолу з загальної площі в 82 300 га. Решта — це акваторія Нугуського водосховища, яка віддана парку без вилучення з господарського використання. Адміністрація установи розташована у селі Нугуш, крім нього в межах охоронної зони знаходяться населені пункти Сергієвка, Сиртланово, Іштуганово, Верхнє та Нижнє Біккузино, Максютово, Кутаново, Іргизли. Найближче місто — Мелеуз — лежить за 20 км від західного кордону парку.

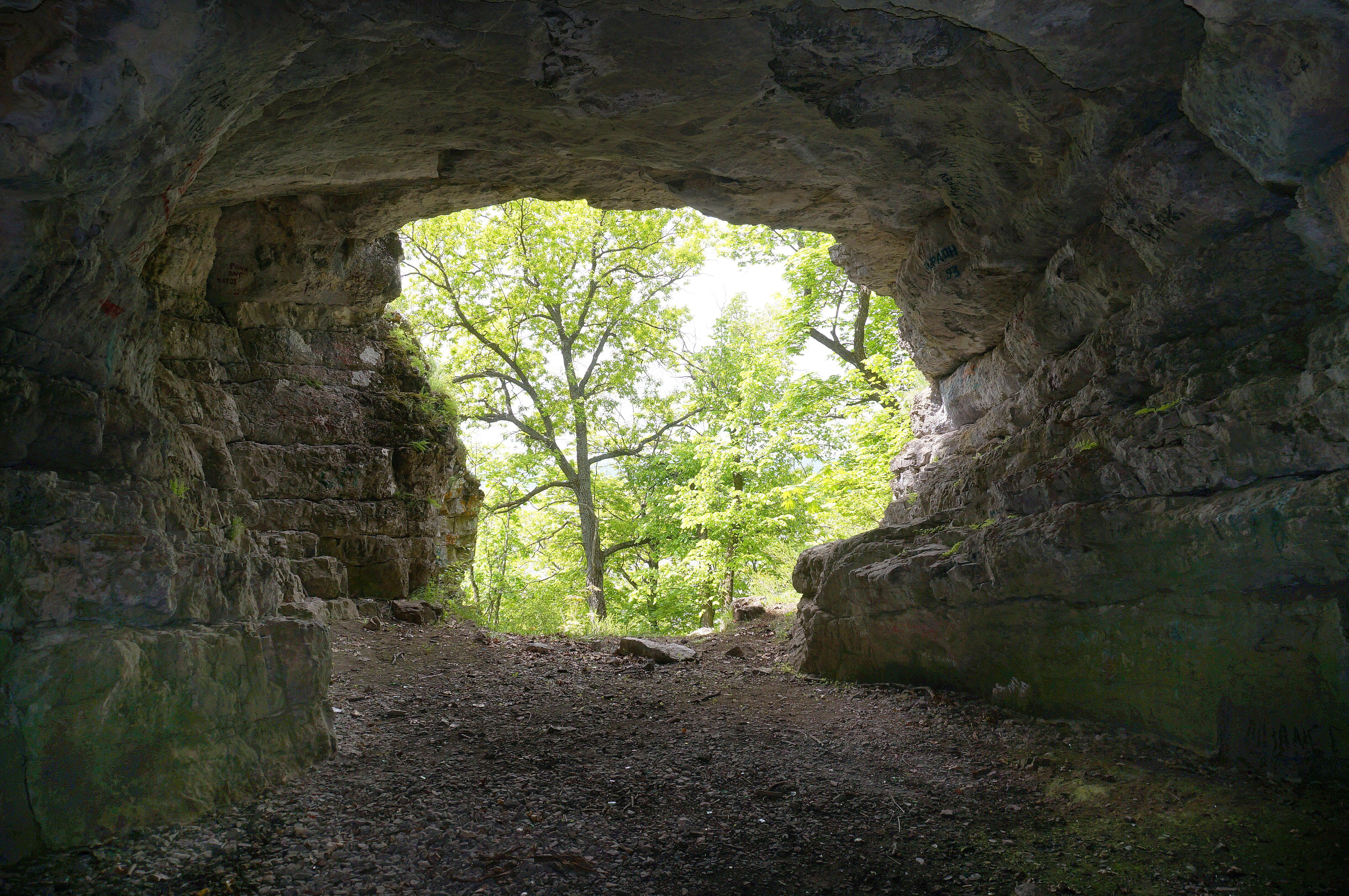
Печера Тайна доступна для огляду навіть непідготованим туристам.

З точки зору фізичної географії терени національного парку «Башкирія» лежать на платоподібній частині Південного Уралу в межах Південно-Уральського нагір'я. Вони охоплюють західні відроги Уральських гір у межиріччі Білої й Нугуша. До охоронної зони парку входять гірські хребти Уралтау, Ямантау, Кибиз, Утямиш, Сінгітау, Калу, Камеля, Шарлак і, частково, Баш-Алатау, до яких з півдня прилягають східний відріг Общого Сирту і північна частина Зілаїрського плато. Висота хребтів 400—600 м над рівнем моря, в межигір'ї абсолютна висота гряд не перевищує 200 м. Хребти спрямовані з північного сходу на південний захід, утворюючи так званий Башкирський антиклінорій.
Окрім загальної пересіченості рельєфу цю частину Уральських гір вирізняє сильний розвиток карсту. Як наслідок, тут утворились численні карстові форми рельєфу: останці, печери, понори, карстові лійки і колодязі. В національному парку карстові явища найрозвинутіші в долинах Білої, Нугуша, а також в урочищі Кутук. Урочище являє собою підняте над навколишньою місцевістю плато, розчленоване некрутими схилами. В його межах виявлено 36 карстових печер, значна частина яких вертикального (провального) типу. Найвідоміша серед них печера Сумган-Кутук з проваллям завглибшки 134 м. Для спелеологів і туристів також цікаві Зигзаг (Казанка), Каскадна, Перша, Друга, Третя і Четверта Кутуцькі, Літня печера тощо. Більшість з них мають ділянки мерзлоти, а також цікаві натічні форми з кальциту: сталактити, сталагміти, печерні перли тощо. Ще одна визначна пам'ятка національного парку «Башкирія» знаходиться у долині невеликої річки Куперля. Це красивий природний Куперлінський карстовий міст, який з'явився внаслідок обвалу стелі колишньої печери.

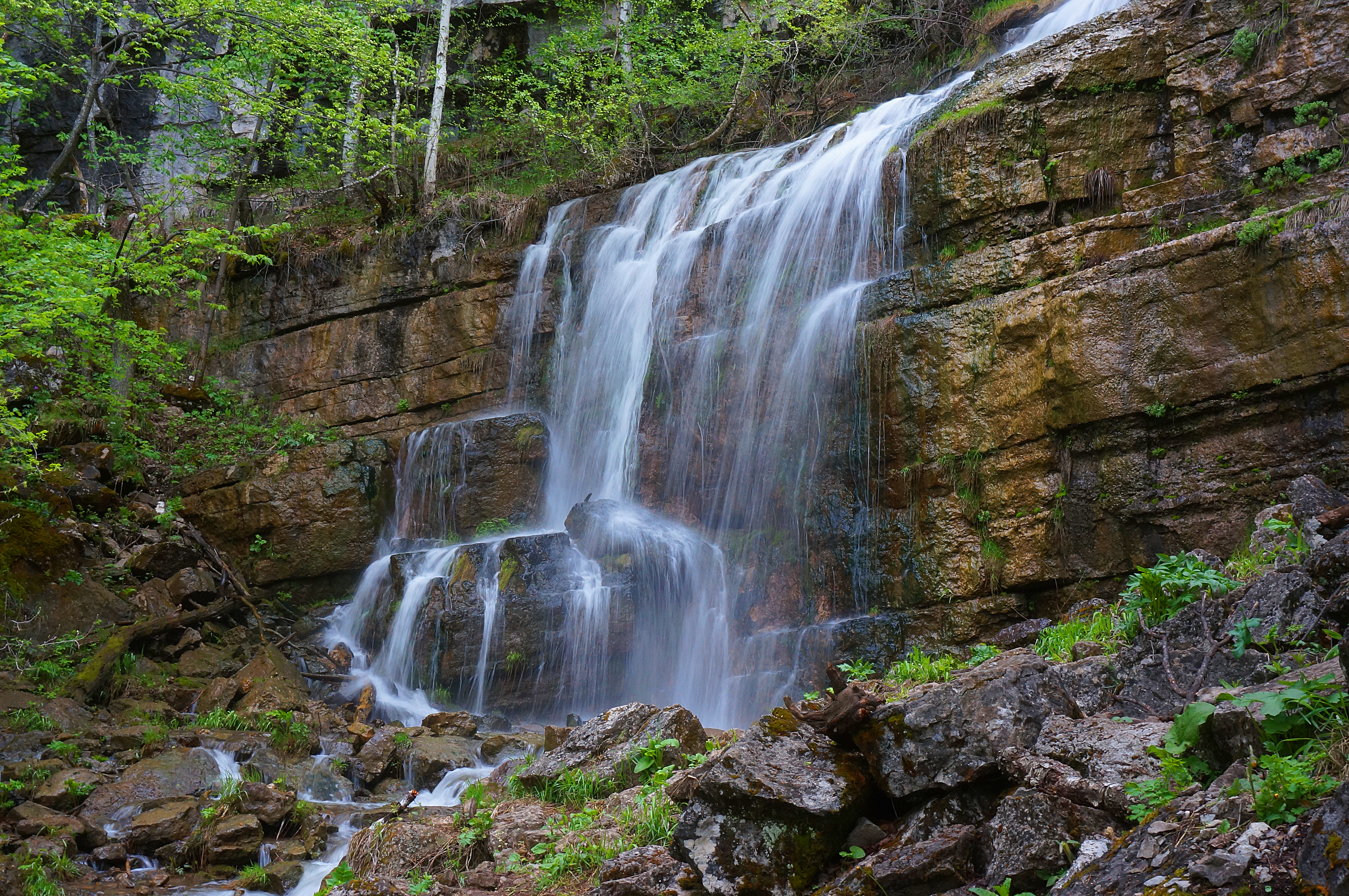
Один з уступів каскадного водоспаду Куперля.

Гідрографічна мережа в національному парку «Башкирія» доволі густа. Переважним типом водойм у ньому є річки. Всі вони мають яскраво виражений гірський характер: вирізняються більш-менш звивистими річищами, бурхливою течією, низькою температурою води протягом усього року і значними перепадами витрати води в залежності від сезону. Головні водні артерії парку — Біла і Нугуш. Перша річка в межах охоронної зони має протяжність 110 км, друга — близько 50 км. Обидві вбирають у себе чимало приток: лише струмків завдовжки понад 10 км у парку налічують 14 штук, а коротших близько 57. Серед інших річок «Башкирії» важливу роль грають великі Іргизла та Урюк, а також малі: Кук-Куль, Куперля, Кутук, Савка, Сумган, Юрмаш. Малі річки протікають по карстуючим породам, в яких активно вимивають різноманітні порожнини. Зокрема, саме діяльність Куперлі обумовила появу однойменного природного мосту, в сучасний історичний період на цій річці існує гарний водоспад Куперля. Решта перелічених малих річок цікаві тим, що зникають під землею у вимитих ними же порожнинах: печерах, проваллях, карстових тунелях тощо.

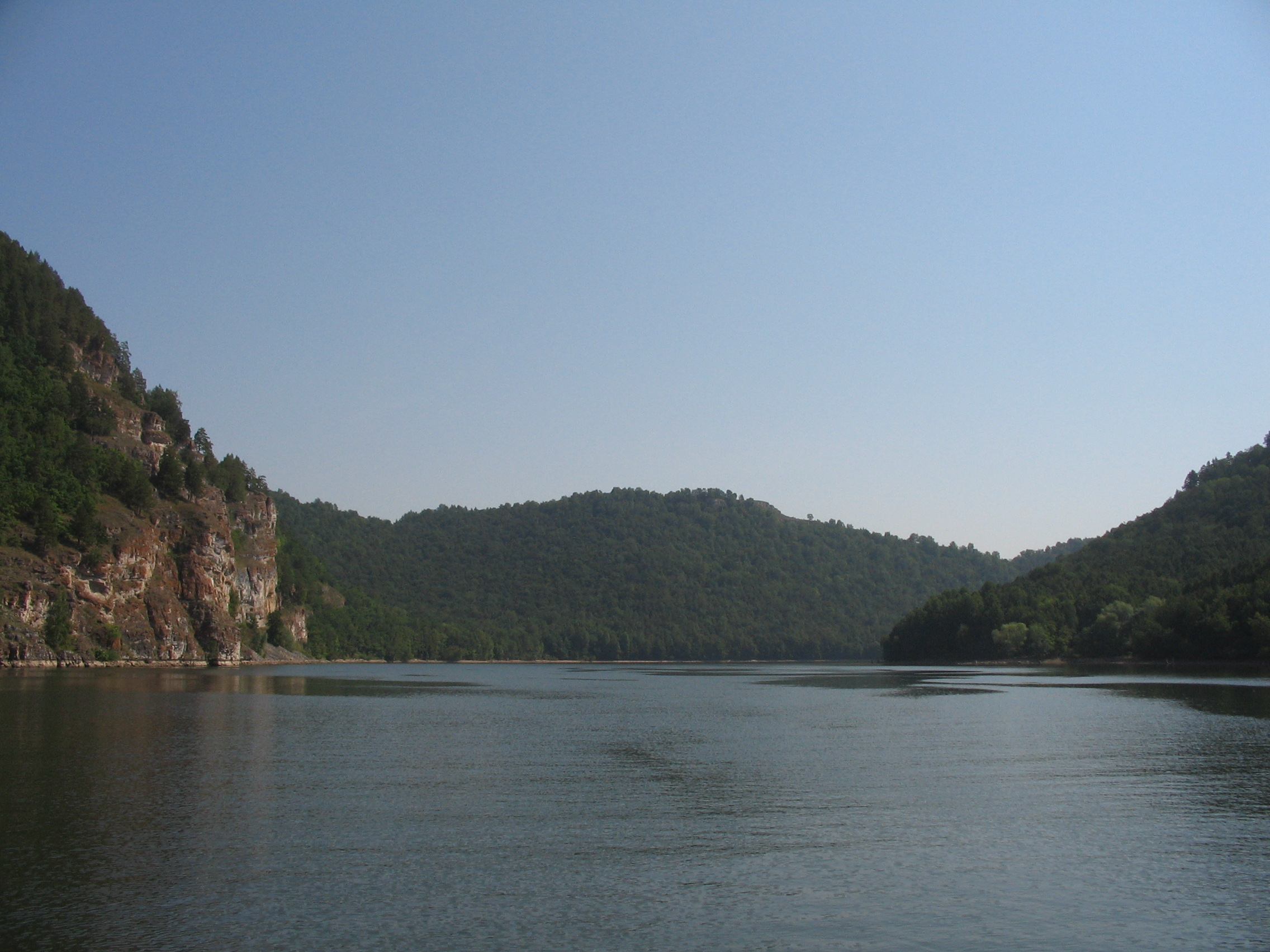
Простори Нугуського водосховища.

В межах національного парку «Башкирія» існує ряд штучних водойм. Найвизначнішими серед них є Нугуське і Юмагузинське водосховища. Перше розташоване на Нугуші і має площу акваторії 2500 га, протяжність його підпору сягає 27 км. Цю водойму використовують для технічного і побутового водозабору, а також як рекреаційну зону. Юмагузинське водосховище розташоване на річці Білій. Площа його поверхні 3560 га, підпор простягається на 57 км. Води цього водосховища використовує здебільшого Юмагузинська ГЕС. Юмагузинське водосховище одночасно є найглибшою водоймою національного парку, оскільки його глибина сягає 61 м. Менші за розміром штучні водойми це озера Тепле, Холодне, Іштугановські кар'єри. Природних озер в парку небагато, вони невеликі за розміром і практично всі мають карстове походження. Серед цих водойм найбільша — озеро Кук-Куль, розташоване в долині однойменної річки. Кук-Куль цікавий тим, що в ньому зі сталою періодичністю (раз на десять років) сильно зменшується рівень води. Це явище пояснюють циркуляцію підземних вод у карстових порожнинах. Такий само характер мають інші карстові озера: Калмаш, Капчик, Кутук, Мохове.

## Геологія та ґрунти

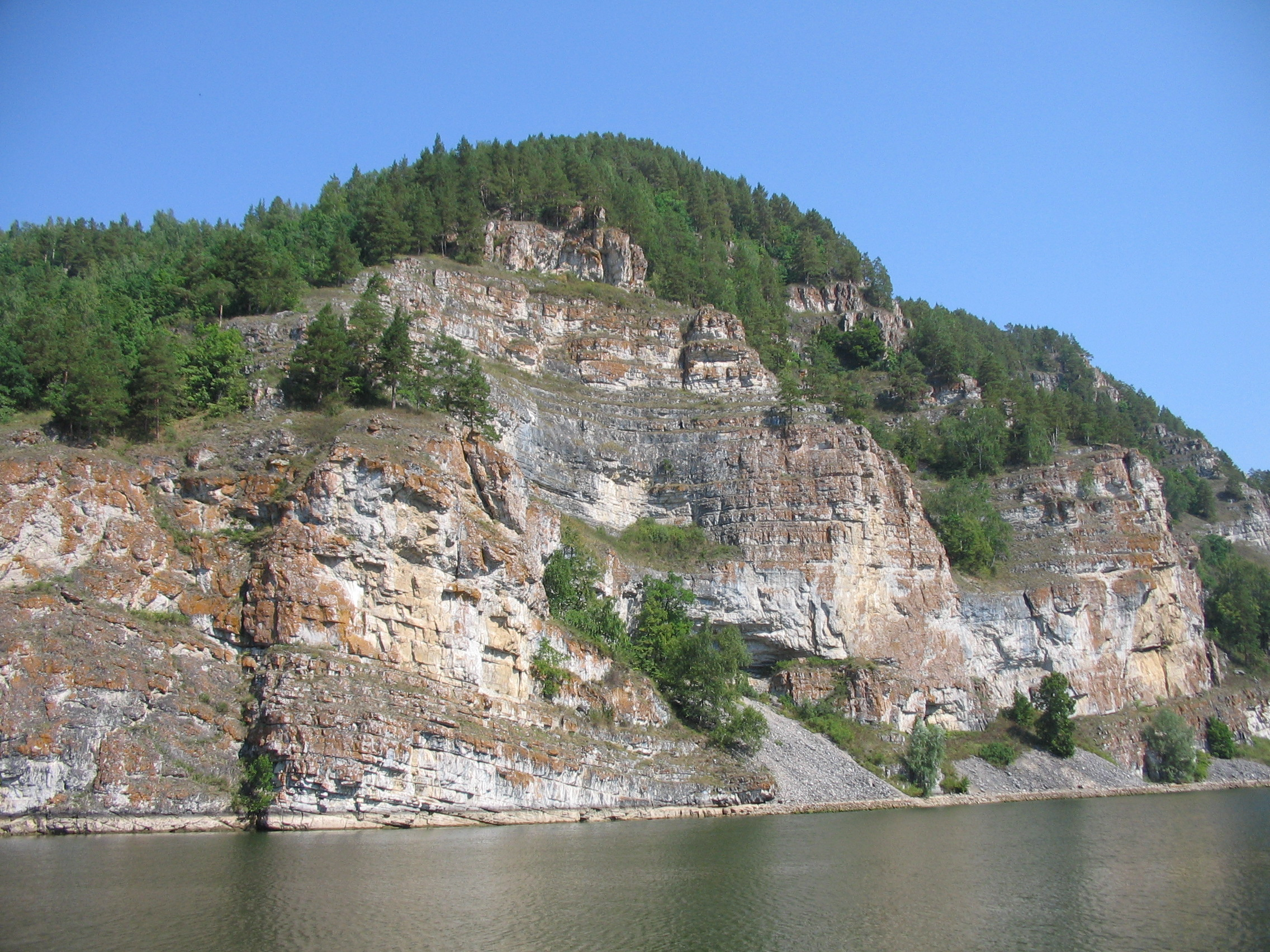
Скелі над Нугушем демонструють шаруватість гірських порід та їхній похил — наслідки гороутворення в цьому регіоні.

Уральські гори, які займають майже всю територію національного парку «Башкирія», сформувались 250 мільйонів років тому. Протягом наступних 200 мільйонів років ця геологічна формація зазнавала руйнації, внаслідок чого схили сучасних хребтів набули відносно невеликого похилу, а вершини згладились і перетворились на плоскогір'я. По завершенні цього процесу рух земної кори під Уралом продовжувався, її підняття, розломи і скид відбувались циклічно. Перше підняття відбулось на початку мезозою, в кінці цієї геологічної доби сучасні терени національного парку перетворились на рівнину зі згладженими гірськими хребтами і широкими долинами. Тоді сформувались давні карстові утворення. Наступне підняття у третинному періоді поглибило річкові долини. У пліоцені, хоча підняття тривало і далі, переважали процеси розмиву і вивітрювання гірських порід. Сучасного вигляду макрорельєф «Башкирії» набув під час останнього заледеніння, коли багаторічна мерзлота сформувала гірські тераси. Сумарним результатом перелічених процесів стала поява складчасто-брилових гір, орієнтованих з півночі на південь, з плоскими вершинами і урвистими схилами в глибоких річкових долинах. За період від верхнього олігоцену до четвертинного періоду земна кора під сучасними теренами парку піднялась на 300—350 м. Тільки на півдні охоронної зони Зілаїрське плато зазнало не перебудови, а лише незначного загального підняття. Тепер в цій місцевості при середній висоті 500—600 м над рівнем моря помітні лише невисокі плоскі гряди.

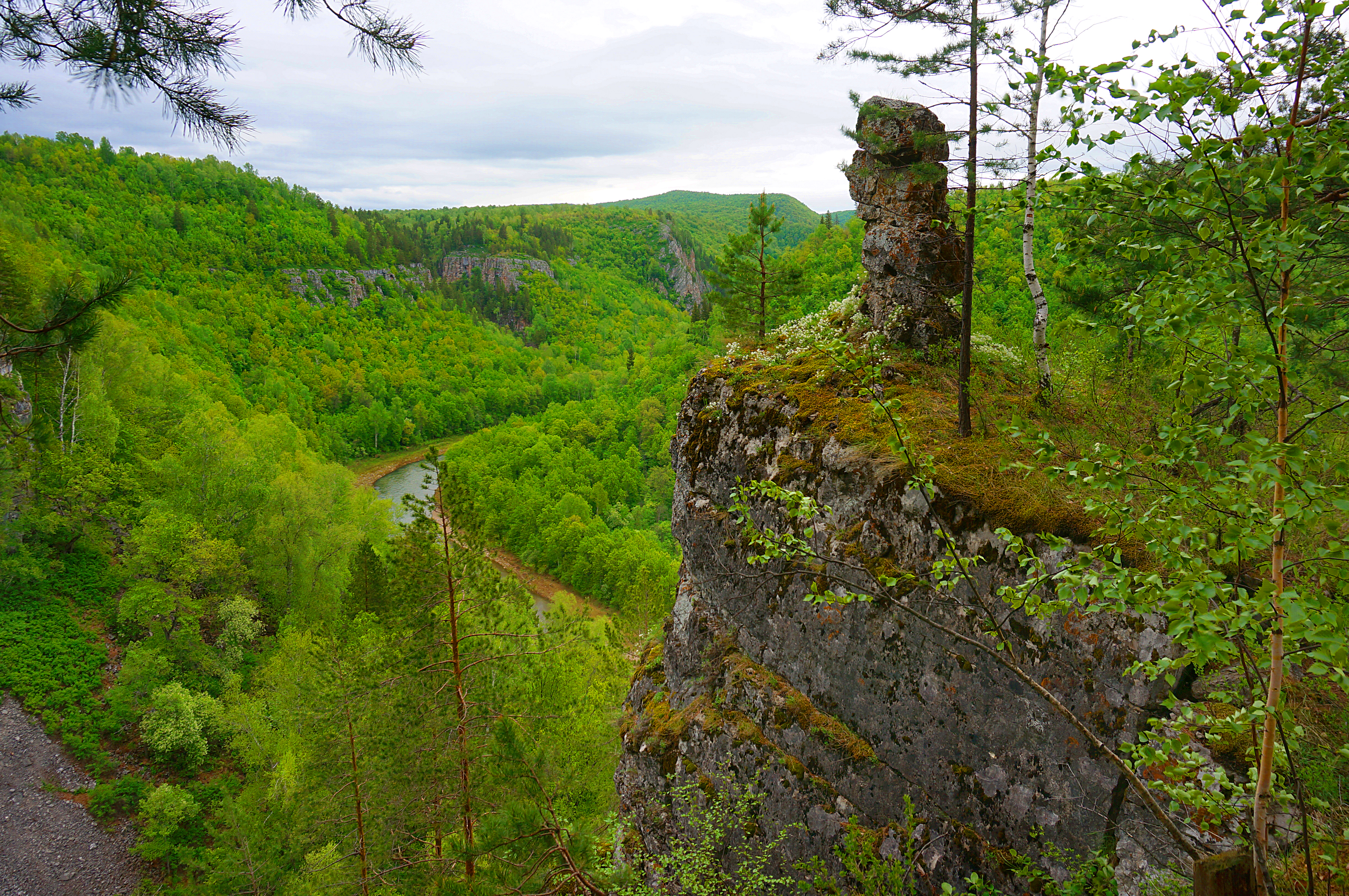
Останець поблизу річки Куперля — один з численних прикладів карстового рельєфу в національному парку «Башкирія».

Мезорельєф національного парку «Башкирія» сформувався під дією карстових процесів. Їхньому розвитку сприяло залягання карстуючих гірських порід. Карбонатні й уламкові осадові породи, що утворились у девонському і кам'яновугільному періодах південніше Білої змінюють піщано-глинисті й кременисті породи. Тут поширені гіпси, ангідрити і доломіти пермської системи, а також вапняки, доломіти, аргіліти, алевроліти кам'яновугільної системи. В парку представлений карст двох типів: голий, коли карстуючі породи залягають на поверхні й помітні неозброєним оком, та прикритий, коли вони перекриті тонкими елювіально-делювіальними відкладами і ґрунтом.
Ґрунтовий покрив національного парку «Башкирія» представлений щебенистими варіантами гірських, дернових, лучних, світло-сірих лісових і дерново-підзолистих ґрунтів. З них найпоширеніші сірі та світло-сірі лісові ґрунти, на яких зростають широколистяні дубово-кленово-липові ліси. В механічному складі ґрунтів поширені важкі суглинки і середні глини, рідше трапляються середні суглинки. Круті й кам'янисті добре освітлені схили зайняті примітивними органо-щебенистими ґрунтами на рухомому шарі корінних порід. Там, де вони розвинуті, корінні породи також виходять на поверхню у вигляді скелястих відслонень і кам'янистих осипищ. У найнижчій частині схилів трапляються темно-сірі гірсько-лісові ґрунти.

## Флора
На теренах національного парку «Башкирія» зростає близько 800 видів вищих рослин, 171 вид мохів, 264 види лишайників і систематично близьких до них грибів, 212 видів водоростей. Серед представників флори 125 видів є рідкісними, а 67 занесені до Червоних книг різних рангів. Різноманіття рослин в національному парку складає близько 45 % флори Башкортостану.

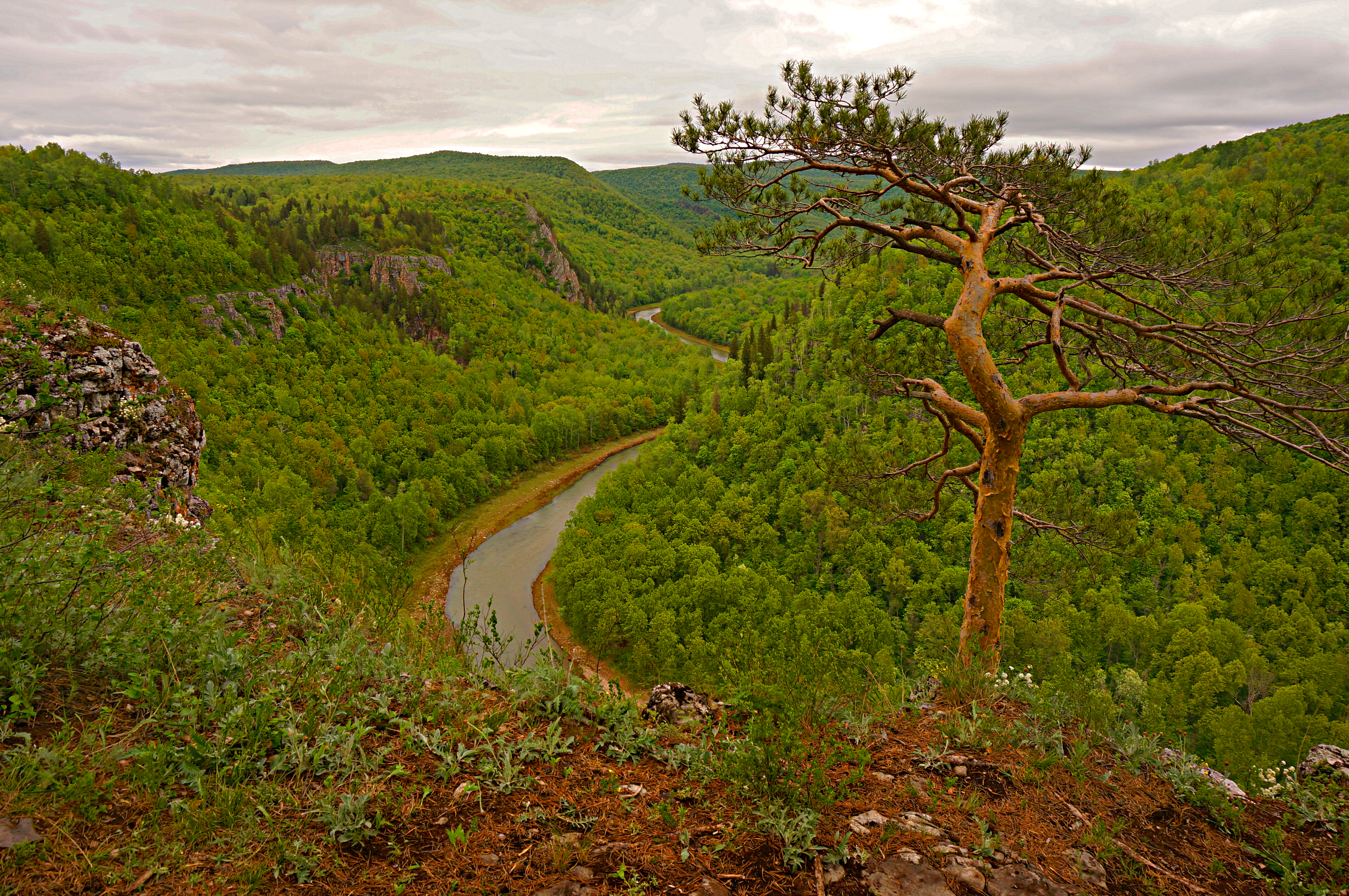
Ліси в долині Нугуша.

За фізико-географічним районуванням територія парку належить до Інзерсько-Більської горно-лісової провінції Східної Башкирської області гір Південного Уралу, отже 80 % її земель вкриті лісами (за іншими джерелами, 91,8 %). Серед них за площею переважають широколистяні ліси з липи дрібнолистої (57,8 %), клена звичайного (9,9 %), дуба звичайного (7,8 %), а також в'язів гладкого і шорсткого. Крім них по берегам річок також поширені дягельники й урема — густі зарості з домінуванням, відповідно, дягелю лікарського або вільхи чорної з черемхою. На схилах невеликими масивами трапляються дрібнолистяні, мішані і хвойні ліси, здебільшого вторинного походження. Утворюють їх, як правило, такі породи дерев як береза повисла (11,9 %), осика (7,3 %), сосна звичайна (2,6 %). Фітоценози відкритих просторів представлені луками, степами і петрофітними (каменелюбними) угрупованнями. Луки в національного парку бувають двох типів: вологі простяглись вздовж річищ струмків і річок, а остепнені зайняли схили і галявини сухих лісів. Степи розвинулись на найпосушливіших ділянках схилів і плоских вершинах гір. Петрофітні угруповання вкрай незначні за площею, займають відслонення гірських порід, скелясті схили й осипища, тобто ділянки з оголеним камінням. Змінені людською діяльністю землі складають 5 % загальної площі суходолу, з них 1,4 % припадає на пасовища і сіножаті, 0,2 % — на дороги. Ліси національного парку мають велике значення, оскільки багаті на ягоди, гриби, медоноси, тобто грають значну роль у господарстві автохтонного населення і певною мірою приваблюють туристів.
У флорі заповідних лісів переважають звичайні для помірної смуги види. Крім домінуючих порід дерев, перелічених вище, у другому ярусі широколистяних лісів трапляються горобина звичайна і черемха, в підліску — верба козяча, жимолость звичайна, малина, а в трав'яному покриві переважають угруповання яглиці з Aconitum septentrionale або куничника очеретяного зі золотушником звичайним. В липинах другий ярус складають молоді дуби, в'язи, клени з домішкою одиничних горобин і осик. У кленових лісах, що займають верхні частини схилів, в підліску з'являються бруслина бородавчаста і калина, в трав'яному покриві тут багато орляку звичайного. Ліси цих типів тінисті, тому в них розвинуте тіньовитривале різнотрав'я: жовтий жабрій звичайний, копитняк європейський, купина рясноцвіта, медунка темна, переліска багаторічна, підмаренник запашний. Також істотну долю складають осока Carex silvatica і злак куцоніжка лісова. Натомість діброви національного парку субальпійського типу, з пригніченими низькими дубами, одноманітним бруслиновим підліском і багатим трав'яним покривом, в якому панують зірочник великоцвітий, осока волосиста. Їхні галявини набувають степового вигляду, тут можна побачити таких представників остепнених лук як конюшина альпійська і гірська, костриця валіська, материнка звичайна, тимофіївка степова, подекуди з домішками різних видів ковили.

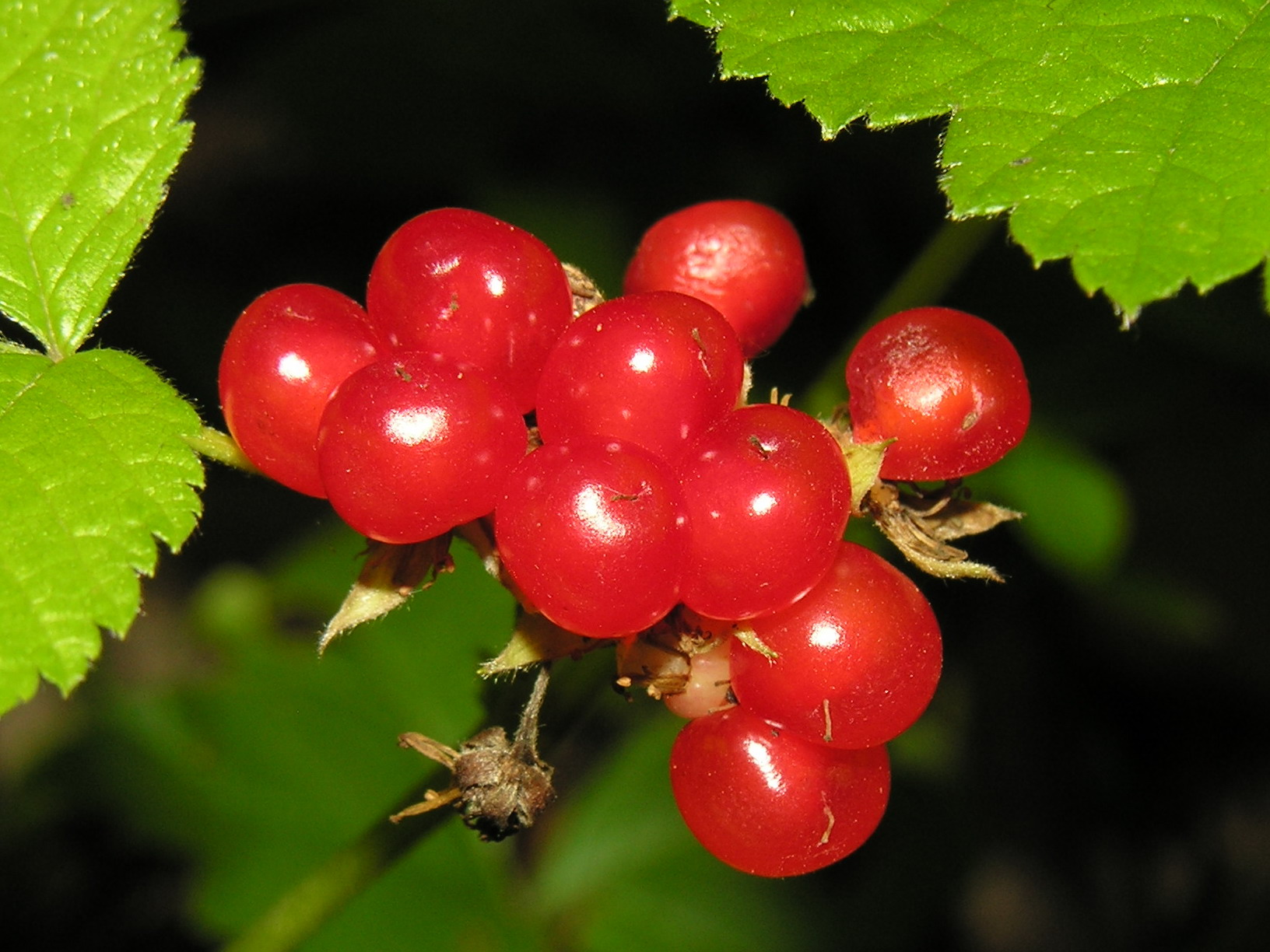
Врожаї кам'яниці в заповідних лісах особливо щедрі.

В березових, осикових і соснових лісах у верхній частині схилів трав'яний покрив складається переважно з яглиці, різних видів куничника, тонконога степового. Тут багато різноманітних лишайників і ягідних рослин, як от кам'яниці, суниць зелених. На північних схилах гір уздовж річок, а також поблизу села Кутаново існують невеликі ділянки темнохвойних лісів з ялини європейської зі слабким підростом, що складається з берези, сосни, рідше — липи і в'яза шорсткого. Фоновими видами сухих лук і степів є вівсюнець пустельний, костриця лучна, пахуча трава звичайна, тимофіївка степова, тонконіг степовий, щучник дернистий. На відкритих ділянках вельми різноманітні представлені багатьма видами ковила (Залеського, найкрасивіша, пірчаста, пухнастолиста), дзвоники, конюшина (альпійська, біла, гірська, лучна).
Рідкісних видів в лісах парку небагато: на рівних ділянках тут зростають зозулині черевички справжні та великоцвіті, гніздівка лісова, журавець смердючий, коручка широколиста, подекуди трапляються одиничні особини булатки червоної, зозулиних сліз яйцелистих, любки дволистої. Натомість менш поширені типи рослинності багаті на раритети. Наприклад, на остепнених схилах гряд трапляються ялівець козацький, різні види ковили, гарноквітучі трави Globularia punctata, півники низенькі, рябчик руський і релікт дольодовикового періоду — шоломниця висока. Там же, але тільки уздовж річки Білої, зростає рідкісна для Башкортостану айстра альпійська. На луках можна відшукати релікти льодовикового і післяльодовикового періодів, що проникли на Урал з гір Азії. Типовими представниками цієї групи є велетенський вид горошку Lathyrus gmelinii та їстівний часник скісний, а також охоронювані орхідеї зозулинець шоломоносний і неотінею обпалену. У рідкісному типі лісу, ялиннику, знайдений ще один льодовиковий релікт — Zigadenus sibiricus, на березі Кужі виявлено декілька особин Melilotoides platycarpos, поблизу села Кутаново, на лівобережжі Білої описані популяції рідкісної півонії Paeonia anomala. Та найбільше ботанічних цікавинок зосереджено на невеликих кам'янистих ділянках. Зокрема, на скелястих берегах Білої й Нугуша доволі звичайні нечисельні в Башкортостані Koeleria sclerophylla, Minuartia helmii, а також ендеміки Уралу — Elytrigia pruinifera, Silene baschkirorum, Thymus talijevii. В тінистих місцях тут багато рідкісної вовни гірської. Ще два ендемічних види, Cicerbita uralensis і Lathyrus litvinovii, приурочені до галявин заповідних липин. З рідкісних видів лишайників у парку знайдені лептогій Бурнета, лобарія легеневоподібна, уснея Васмута. На теренах «Башкирії» знайшли прихисток 8 видів рідкісних мохів, з яких особливої уваги потребують ентодон Шлейхера, ортотрих блідуватий (з Червоної книги Башкортостану), брахітецій Гехеба, дикран зелений, пілізіела Селвіна (занесені до Червоної книги мохоподібних Європи).
Рідкісні рослини національного парку «Башкирія»

## Фауна
В національному парку «Башкирія» зареєстровано ссавців 65 видів, птахів — 230, плазунів — 9, земноводних — 9, риб — 32, а також, за неповними даними, понад 506 видів безхребетних. З усього різноманіття фауни парку 75 видів занесені до Червоної книги Башкортостану, 38 — до Червоної книги Росії, а 23 — до Червоного списку Міжнародного союзу охорони природи.
Загалом фауна парку типова для Південного Уралу. Найрізноманітніші в ній дрібні ссавці — комахоїдні та гризуни — яких разом узятих налічують 18 видів. Більшість з них доволі чисельні, зокрема, у лісах часто трапляються бурундук сибірський, вивірка звичайна, на вологих луках — щур водяний. З рідкісних видів слід зазначити землерийку Sorex isodon, гризунів мишака жовтогрудого, політуху сибірську, а також відносно нечисельних мешканців степів: бабака степового, тушкана великого, хом'яка звичайного. Після встановлення заповідного режиму на територію парка самостійно вселились бобри, зараз ці тварини активно освоюють береги різних річок в охоронній зоні. Ще одним успішним вселенцем виявилась акліматизована ондатра. В лісах навколо села Іргизли виявлена жолудниця європейська — зникаючий вид, занесений до Червоного списку Міжнародного союзу охорони природи. Екологічно близькі до гризунів зайці білі в охоронюваній зоні звичайні, значно менше приурочених до степових ділянок зайців сірих.

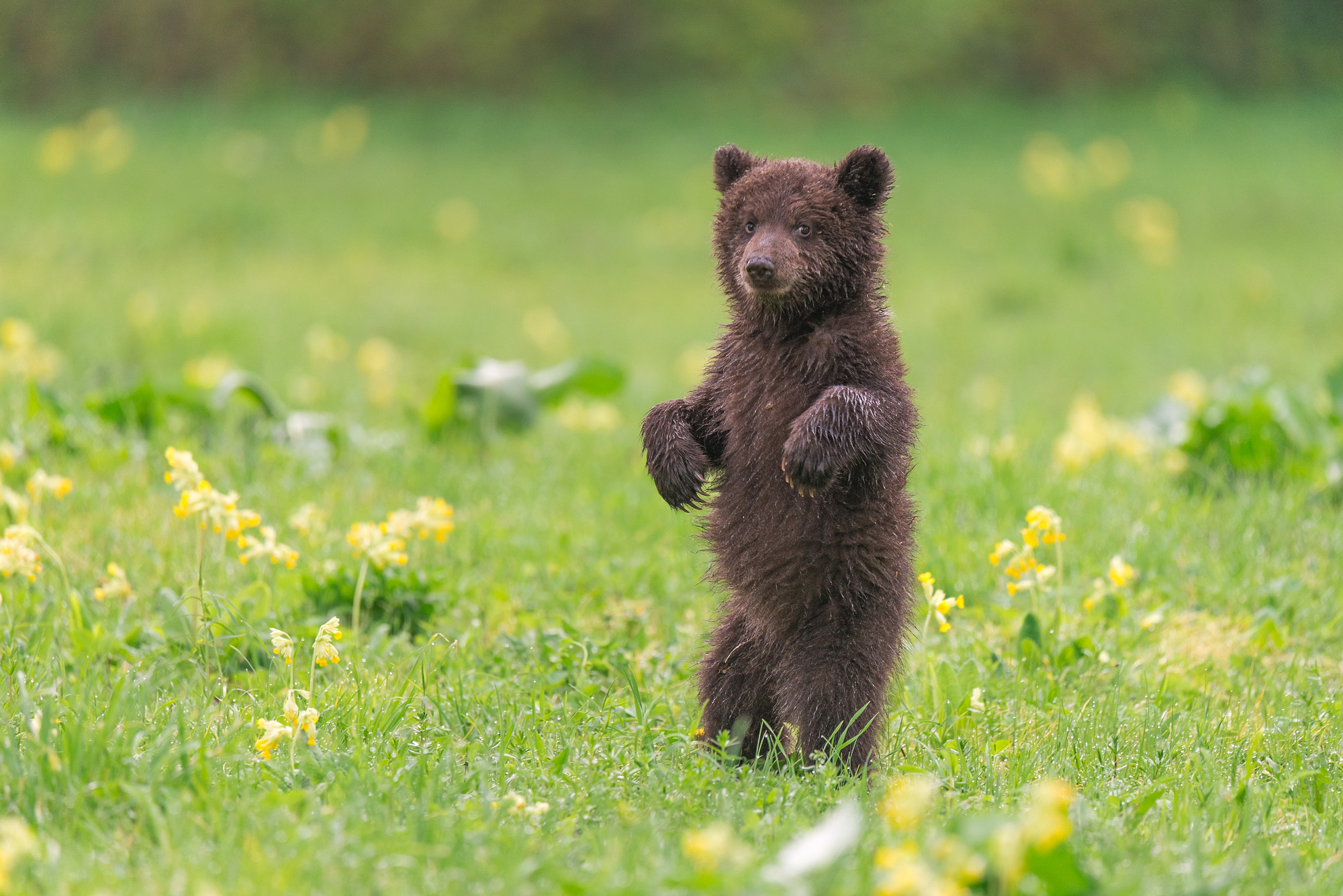
Буре ведмежа в національному парку «Башкирія».

Друга за видовим різноманіттям група ссавців національному парку — це кажани. Їхня багаточисельність обумовлена наявністю великої кількості печер, придатних для виведення потомства. Загалом тут знайдено 11 видів цих тварин, з них один рідкісний (нічниця ставкова), а чотири (вечірниця дозірна, нетопир карлик, нетопир лісовий, нічниця війчаста) знаходяться на східній межі своїх ареалів. Популяції хижих тварин здебільшого перебувають у доброму стані. Зокрема, фоновими видами можна вважати таких великих хижаків як лисиця, вовк, борсук, рись і ведмідь бурий, а з дрібних — горностая і ласицю малу. Поступово збільшує свою чисельність куниця лісова, відносно нечисельні тхір лісовий, корсак і мустела сибірська, які перебувають в парку, відповідно, на східній, північній та західній межі своїх ареалів. До числа особливо рідкісних слід віднести червонокнижних видру річкову і норку європейську. З чотирьох видів копитних у «Башкирії» найкраще себе почувають дикі свині й лосі, причому останні щорічно мігрують з літніх пасовищ у долинах до зимових місць відгодівлі на схилах Уралтау. Під час міграції лосі часто стають здобиччю вовків. Благородні олені в парку менш чисельні, а найуразливішим копитним залишається сарна азійська.
Птахи не тільки найчисельніші мешканці національного парку «Башкирія», але й головний об'єкт його охорони. Ядро заповідної орнітофауни складають типові горобцеподібні листяних і мішаних лісів, такі як вівчарик-ковалик, горихвістка звичайна, дрізд співочий, зяблик, снігур, соловейко, чикотень, чиж, а також поширені представники інших систематичних груп — дятел звичайний, припутень. З великих видів лісової дичини фоновими у парку можна вважати глушця, орябка, слукву, тетерука. В лісах уздовж Білої спостерігали вівчарика зеленого. З рідкісних мешканців тайги сюди залітає синиця біла, нечисельні, але доволі різноманітні представники лісостепової зони: мешканці південних лісів вівчарик жовтобровий і жовна сива, жителі чагарникових заростей сорокопуд сірий і сиворакша, а також річковий родич останньої рибалочка блакитний. Зрідка у парку трапляються птахи, що полюбляють абсолютно відкриті простори, — хохітва, орел степовий.
На луках національного парка зазвичай гніздуються вівсянка лучна, грицик великий, деркач, кульон великий, але тут можна натрапити і на більш рідкісних пернатих, таких як журавель сірий або лелека чорний. Останній вид на луках тільки шукає поживу, а гніздується в глухих закутках лісу. Ще більш різноманітні водоплавні птахи, розселенню яких сприяють великі водні поверхні двох водосховищ. На цих водоймах за увесь період спостережень виявлено 105 видів пернатих, 66 з яких гніздові. З рідкісних видів гусеподібних в національному парку «Башкирія» реєстрували казарку червоноволу, лебедя-шипуна, турпана, чернь білооку, широконіску, з горобцеподібних, пов'язаних із водоймами, — пронурка, з гагароподібних — гагару чорношию і червоношию.
Чисельність лісової й водоплавної дичини приваблює на терени парка хижих птахів. На берегах річки Білої селяться підорлик великий і підсоколик великий, щорічно на гніздуванні спостерігають сапсана. До відкритих просторів суходолу тяжіють балабан, беркут, боривітер степовий, змієїд, кібчик, кречет, лунь степовий, орел-могильник. В цій когорті особливе місце займає осоїд, який живиться личинками бджіл та ос, розорюючи їхні гнізда у лісах. Натомість скопа й орлан-білохвіст полюють над водосховищами здебільшого на рибу. Враховуючи особливо великий перелік рідкісних й охоронюваних видів, які спостерігали в парку, його терени включили до мережі ключових орнітологічних територій Росії під назвою «Більсько-Нугуське міжріччя». Як орнітологічна територія «Башкирія» має міжнародне та європейське значення.
Птахи національного парку «Башкирія»
Серед плазунів національного парку найчисельніші ящірки: безнога веретільниця і ящірка живородна переважають у лісах, а ящірка прудка уподобала сухі луки. В сухих біотопах менш чисельна гадюка звичайна, поблизу водойм аналогічну нішу займає вуж звичайний. Вуж водяний, мідянка, полоз візерунковий і болотна черепаха європейська трапляються вкрай рідко. Серед різних видів земноводних такої значної різниці в щільності популяцій не спостерігають. В парку більш-менш однаково чисельні жаби гостроморда, озерна, ставкова і трав'яна, кумка червоночерева, тритон звичайний, ропухи звичайна і зелена, часничниця звичайна.

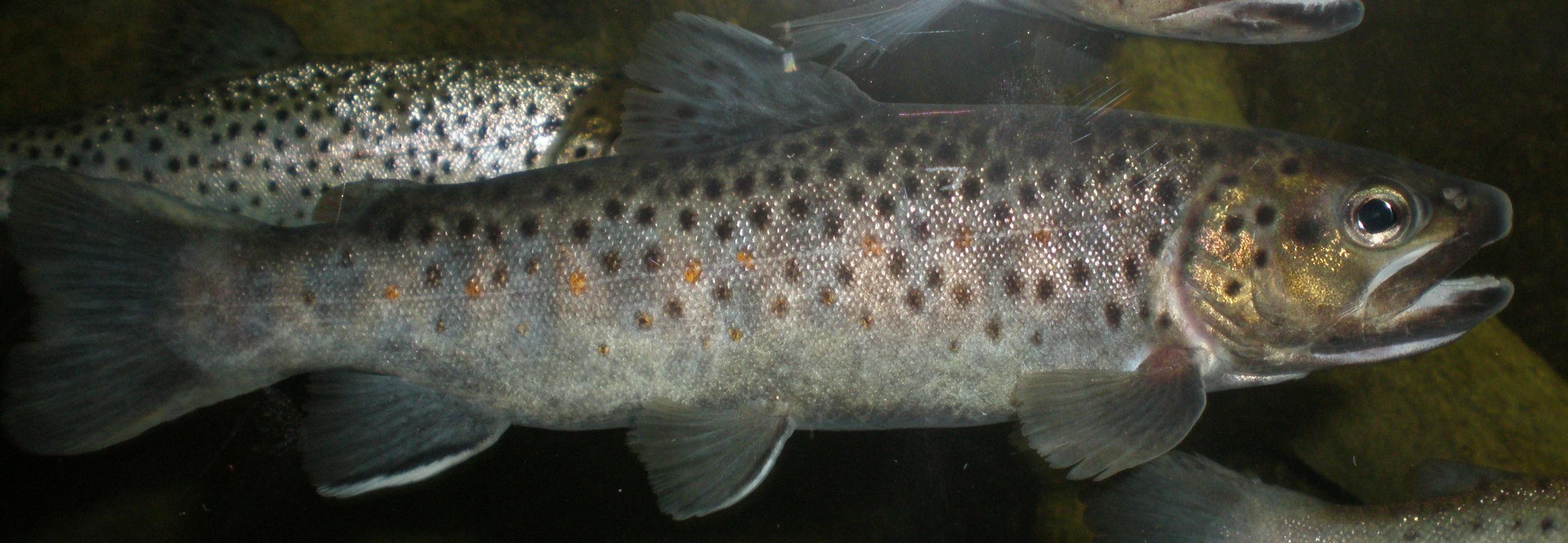
Пструг струмковий.

В іхтіофауні національного парку «Башкирія» виділяють три видових комплекси. До першого належать риби гірських річок, які мешкають лише у чистих холодних водах і навіть взимку далі зони підпора у водосховищах не спускаються. До таких належать фонові мересниця річкова й ялець звичайний, а також менш чисельні охоронювані види: бабець європейський, пструг струмковий, таймень, харіус європейський. До другого комплексу належать мешканці великих водойм (водосховищ): білизна звичайна, в'язь, короп, лин, лящ, минь, підуст звичайний, плоскирка, сом, судак, чехоня. До третього видового комплексу відносять еврибіонтів, тобто види, які однаково чисельні у водоймах будь-якого типу. Крім вже згаданих ляща, мересниці, сома і судака до таких відносяться верховодка звичайна, головень європейський, йорж, окунь, плітка, щука звичайна. Більшість з перелічених риб вельми чисельні, крім білизни, бистрянки російської, коропа, ротаня-головешки, стерляді, чехоні, які трапляються у контрольні уловах одиничними особинами.

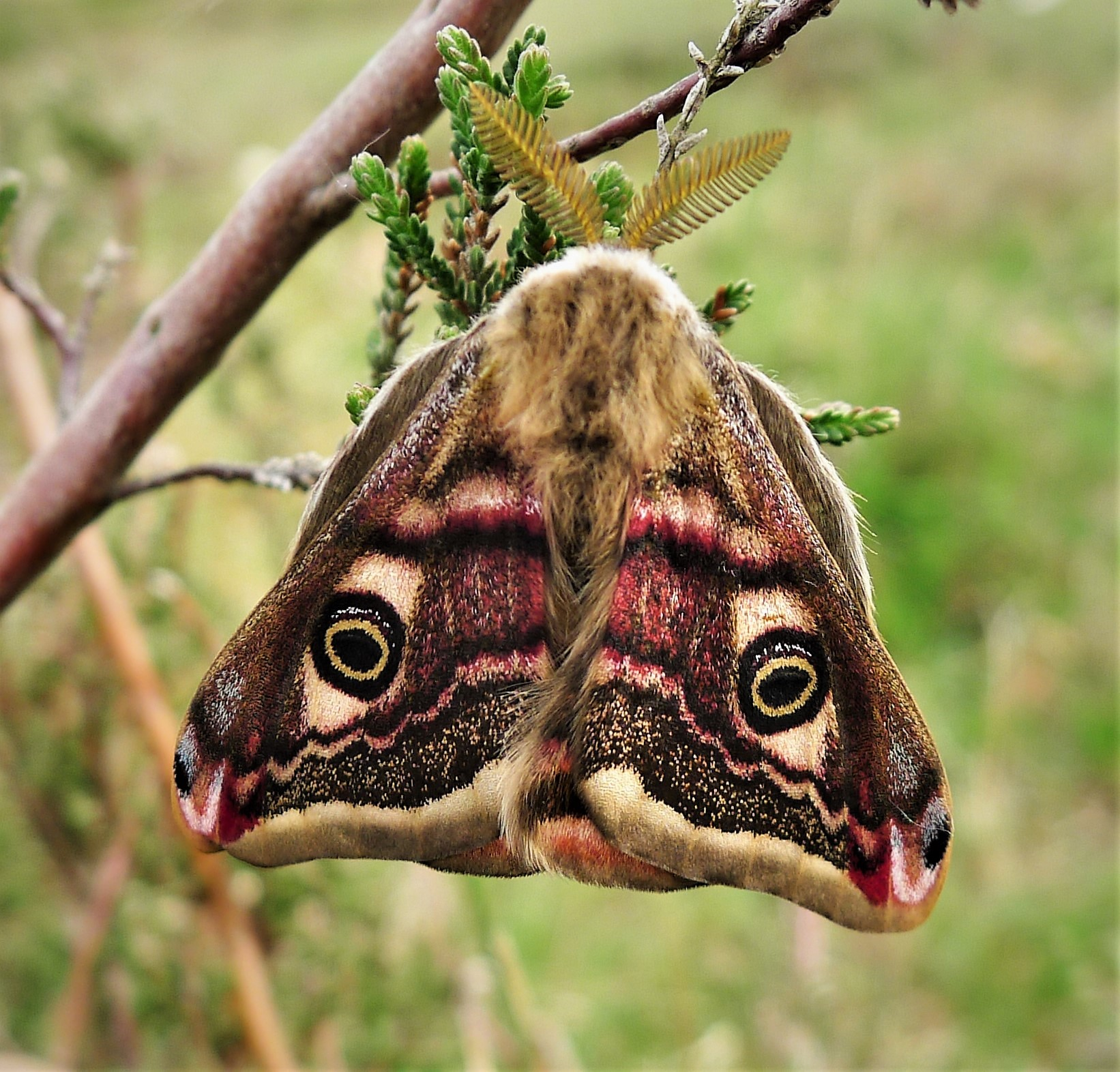
Самець сатурнії малої.

Безхребетні національного парку «Башкирія» досліджені фрагментарно. Результати неповної інвентаризації показали, що з 506 видів безхребетних комах 296 видів, ракоподібних — 28, м'якунів — 22, решту 106 складають найпростіші, кишковопорожнинні, черви, кліщі, павуки. З комах у парку найкраще досліджені перетинчастокрилі, двокрилі та лускокрилі. Серед перетинчастокрилих чільне місце займає бурзянська бортьова бджола — ендемічна раса медоносних бджіл, яку здавна розводили у місцевих лісах бортництвом. Разом із сусіднім заповідником Шульган-Таш національний парк «Башкирія» важливий як територія природного розселення цих комах. Наявність у лісах бджіл не тільки стає джерелом додаткового заробітку для місцевого населення, але й приваблює туристів, а також створює кормову базу для деяких видів тварин (зокрема, бджолами ласують рідкісні осоїди, а медом — ведмеді). Інші рідкісні види перетинчастокрилих — одиночна бджола ксилокопа звичайна, джмелі вірменський, Вурфлена, мінливий, незвичайний, пахучий. З двокрилих комах у парку описано 29 видів ґедзів, з них наймасовіші Tabanus bromius, Tabanus cordiger, Tabanus maculicornis, Tabanus sudeticus. З рідкісних видів лускокрилих у заповідній зоні парку виявлені аполлон, бражник сліпий, ендроміс березовий, махаон, мнемозина, подалірій, сатурнія мала, синявець римнус, сонцевик адмірал. З комах інших рядів в ентомофауні парку присутні богомол звичайний, рідкісні дибка степова, жуки Osmoderma eremita і вусач-розалія альпійський.

## Культурний шар
На території національного парку «Башкирія» знайдено багато археологічних пам'яток, датованих кам'яною, бронзовою і ранньою залізною добою. Перші з них почали виявляти ще при проєктуванні Нугуського водосховища у 1960-х роках. Надалі такі знахідки продовжували викопувати при підготовчих роботах із будівництва Юмагузинського й Іштугановського водосховищ. Наразі в кордонах парку існує вже 19 таких місць. Крім того, сліди життя прадавніх людей знайдено у дев'ятьох з двадцяти найбільших печер «Башкирії». Більшість з них визначені як стоянки доби мезоліту, неоліту й енеоліту віком від 4 до 15 тисяч років. Особливо цікавими в археологічному відношенні виявились печери Муйнак-Таш і Байсланташ, в яких знайдено не просто багато свідоцтв життя давніх людей, але свідоцтв, що належали різним історичним епохам. Виявлені тут кремені датують нижнім палеолітом, тобто їхній вік складає понад 30 тисяч років. Ці свідчить про те, що означені печери були заселені людьми навіть раніше, ніж всесвітньовідома Капова печера, розташована неподалік у заповіднику Шульган-Таш. Кам'яні вироби з Байсланташа датують верхнім палеолітом, отже їх виготовили 13—14 тисяч років тому. Наступний культурний шар належить ранньому залізному віку. «Наймолодші» зі знайдених в цій печері предметів створили у Середньовіччі.

## Стан екосистем
На сучасній території національного парку люди жили здавна, однак експлуатація природних ресурсів була ощадною, оскільки селились тут нечисельні башкири, чиї традиційні способи природокористування не шкодили екосистемам. Зокрема, у місцевих лісах збирали гриби, ягоди, смолу, вирубали поодинокі дерева, займалися бортництвом. На степових схилах і луках випасали худобу, перш за все башкирських коней, заготовляли сіно. Практикували аматорське рибальство і полювання. Завдяки цьому місцева природа збереглася добре, єдиним масштабним зрушенням задовго до заснування природоохоронної установи стала поява Нугуського водосховища.

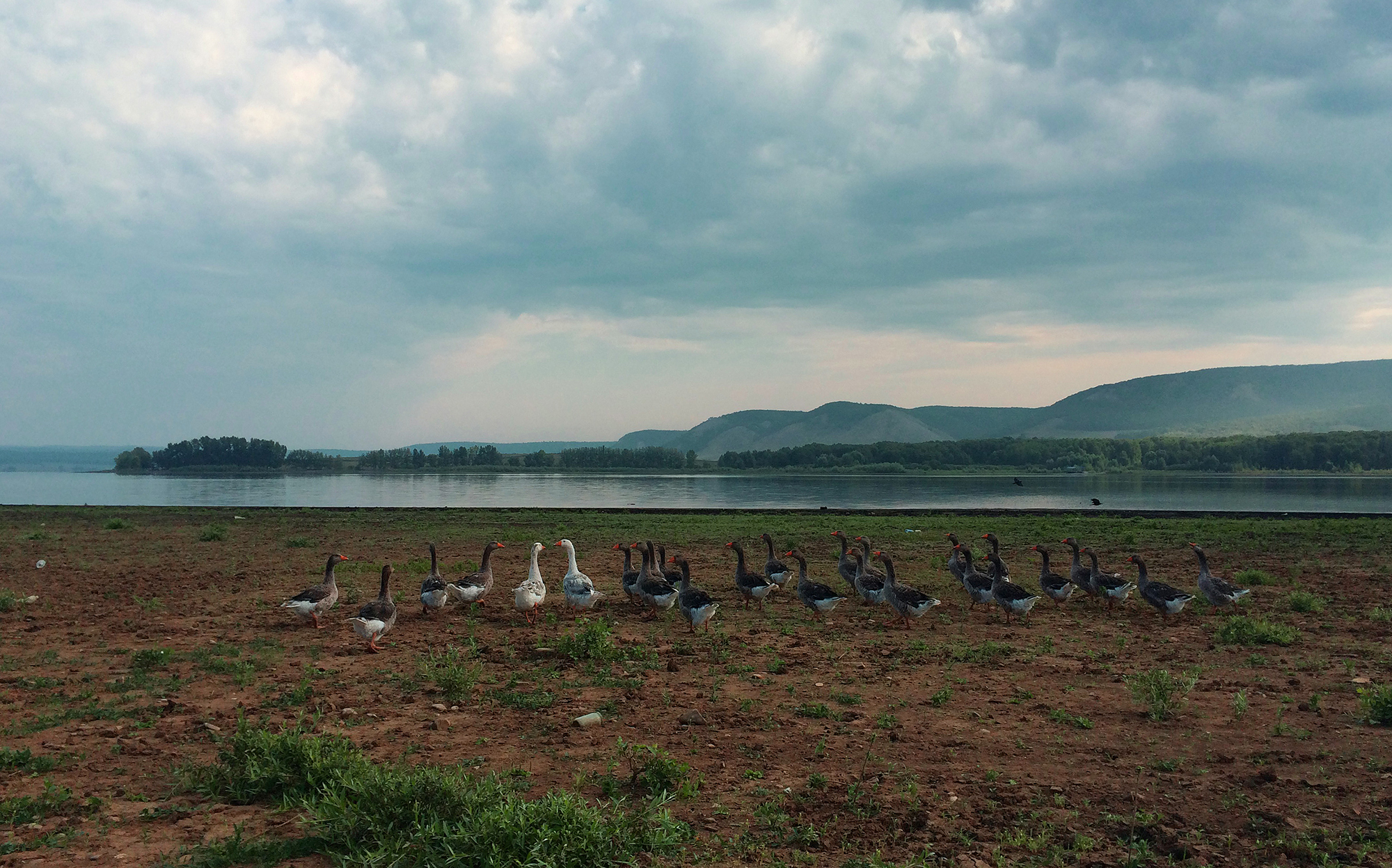
Свійські гуси на березі Нугуського водосховища.

Після створення національного парку «Башкирія» загальний стан екосистем майже не змінився, однак намітилась тенденція до збільшення чисельності цінних мисливських тварин: куниці лісової, лося, сарни азійської, кабана. Істотно збільшилась популяція бурих ведмедів. Самостійно повернулись винищені колись бобри. Ці досягнення стали можливі завдяки біотехнічним заходам (підгодівля, облаштування солонців, галечників), повній забороні на полювання і суцільне вирубування лісу. Водночас, деякі види діяльності у парку дозволили для місцевих селян і зареєстрованих відвідувачів: серед таких аматорський лов малоцінної риби, збирання грибів та ягід, випасання худоби і заготівля сіна. Територію національного парку «Башкирія» розбили на шість зон:
1. у заповідній зоні заборонена будь-яка діяльність людини і перебування сторонніх осіб;
2. в особливо охоронюваній зоні дозволено строго регульоване відвідування;
3. в туристичній зоні дозволено перебування усіх бажаючих з пізнавальною метою (екскурсії);
4. в рекреаційній зоні 17 100 га) дозволений тривалий відпочинок;
5. зона обслуговування призначена для розміщення туристів, тут знаходяться кемпінги, музей тощо;
6. в господарській зоні дозволено випасання худоби, заготівлі сіна і дров, пасічництво[6][26][27][28].

Негативно вплинуло на заповідну природу створення великого Юмагузинського водосховища, чиї води підтопили частину земель, включно з лісами і нижніми ярусами найвизначнішої пам'ятки парку — печери Сумган-Кутук. Доволі непевним залишається стан популяції часнику скісного. З одного боку в парку він доволі чисельний, з іншого, збирання часнику місцевими жителями підриває його природне відтворення. Актуальною залишається проблема рекреаційного навантаження на місцеву природу, зокрема, підвищений ризик пожеж через необережне поводження з вогнем і забруднення околиць туристських стоянок побутовим сміттям.

## Наукова діяльність
Оскільки національний парк «Башкирія» не є природоохоронною установою з суворим режимом охорони, його діяльність носить, головним чином, просвітницький характер і не передбачає глибоких наукових досліджень. Тим не менш, його терени давно знаходяться у фокусі уваги біологів. Перші фауністичні дослідження в його околицях здійснили 1928 року. Тоді експедиція Академії наук СРСР під керівництвом Г. О. Кожевнікова виявила популяцію бурзянських бортьових бджіл. Задля їх охорони поблизу сучасних кордонів національного парку створили Прибільський філіал Башкирського заповідника. Науковці цієї установи констатували значний природоохоронний потенціал сучасних теренів парку, що і стало підставою для його створення.
У 1986 році Прибільський філіал перетворили на окремий заповідник Шульган-Таш із суворим режимом охорони. Близькість такої наукової бази до парку обумовила його залученість до різноманітних досліджень природи, які традиційно велись за високими «заповідними» вимогами. Загалом системні дослідження проводились у два етапи: в 1950—1990-х роках і в період з 2000 по 2009 рік, в них брали участь ботаніки Інституту біології та зоологи Башкирського державного університету. У 2002 році в парку створили власний науковий підрозділ. З цього моменту в ньому ведуть безперервні довготермінові спостереження за станом екосистем, динамікою різноманітних природних явищ, результати яких публікують у «Літописі природи». З 2002 року науковцями «Башкирії» опубліковано 50 наукових і 70 науково-популярних статей у зовнішніх виданнях, ними також видано 20 власних збірок наукового і науково-популярного характеру. В національному парку «Башкирія» триває інвентаризація флори і фауни, дослідження ґрунтів, закладено 13 пробних майданчиків, щорічно проходять науково-польову практику студенти вишів біологічного профілю.

## Просвітництво і туризм
Екологічне просвітництво було однією з головних задач при заснуванні національного парку, тому для відвідувачів тут створено Музей бортництва, який розповідає про цю традиційну і маловідому галузь бджільництва. З 2012 року в рамках діяльності біосферного резервату «Башкирський Урал» адміністрація парку випускає газету «Вестник Башкирского Урала», яку розповсюджують серед місцевого населення, крім неї парк випускає власні газети «Умирзая» і «Лучик солнца». Дітей та молодь активно залучають до різноманітних акцій (День захисту тварин, День птахів, Марш парків тощо), для школярів проводять щорічну конференцію «Я — дослідник», а для вчителів — семінари. Адміністрація парку проводить спільні екологічні акції з екоклубом «Лісовичок».
Окремим напрямком науково-просвітницької роботи в парку залишається бортництво. Наразі в лісах «Башкирії» існує близько сотні бортей (не рахуючи трьох вуликових пасік), за якими доглядають досвідчені бджолярі. Для обміну досвідом сюди організовують спеціальні медові тури. Бортники пропагують цю давню галузь бджільництва серед місцевих пасічників, а також допомагають їм придбати необхідний розплідний матеріал (у бортях найкраще виживають саме дикі бурзянські бджоли). 2017 року бджолярі «Башкирії» зайняли перше місце на регіональних змаганнях в Уфі, які проходили в рамках Всеросійського конкурсу професійної майстерності бджолярів. Продукцію бортників і пасічників продають відвідувачам парку, крім того, для задоволення попиту туристів у парку діє власний цех з виготовлення сувенірів.

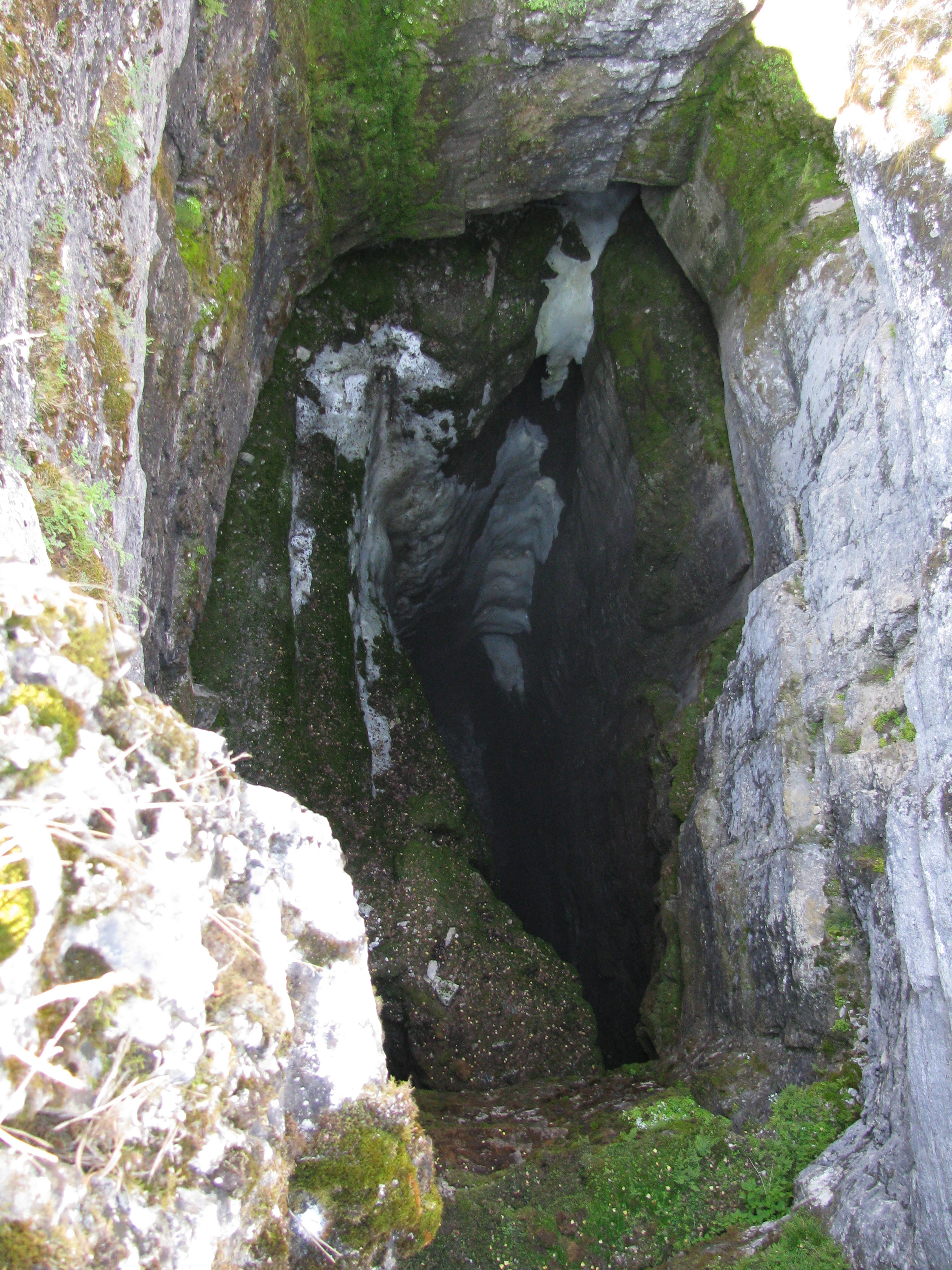
Провалля печери Сумган-Кутук.

Керівництво парку приділяє велику увагу розвиткові туризму, щороку сюди приїздить близько 30 000 туристів. Відвідати охоронювану територію можна за спеціальним платним дозволом, який видають у п'ятьох пунктах. Для гостей тут облаштовано декілька туристичних маршрутів. Найпростіший з пішохідних — екологічна стежка Талли завдовжки 3 км, скористатись якою можуть непідготовлені туристи, включно з дитячими групами. На стежці Талли знаходяться два оглядових майданчики, інформаційні стенди, «готель» для рідкісних комах і бортьове дерево. Другий маршрут веде до мальовничого урочища Кутук, головною принадою якого є унікальна печера Сумган-Кутук. Вона є другою за протяжністю ходів печерою Башкортостана (9860 м). В Сумган-Кутуці, як і в багатьох інших печерах урочища, є зони заледеніння. Цю печеру можна відвідати виключно у складі підготовленої спелеологічної групи з досвідченим інструктором, дозволи на такі експедиції адміністрація парку видає в окремому порядку. Для тих, хто не має належної підготовки, але хоче ознайомитись з печерами Південного Уралу, існує третій пішохідний маршрут — стежка Беєк-Тау завдовжки 4 км. Вона починається від села Сергієвка і прямує через ліс до вершини Беєк-Тау. На цьому маршруті знаходяться печера Тайна і три оглядових майданчики, з яких відкриваються краєвиди Сергієвки, долини річки Нугуш і Нугуського водосховища.
Не менш цікаві водні маршрути річками «Башкирії», які відносять до 2-ї категорії складності, однак за попередньої підготовки ними можуть скористатися і діти. Перший із них — від кордону Кашеля до села Сергієвка — прямує до верхів'їв річки Куперля. Під час проходження цього маршруту туристи мають змогу помилуватись водоспадом Куперля та Куперлінським карстовим мостом. 35-метровий природний міст разом із урочищем Кутук є окремими пам'ятками природи у складі парку. Другий водний маршрут починається від 82-го кварталу, прямує річкою Білою і завершується у селі Кутаново. Головна принада цього маршруту — величезна Капова печера, відома наскельними малюнками доби палеоліту. Печера розташована на території заповідника Шульган-Таш, на кордоні з національним парком, тому її відвідини оплачуються окремо. Поціновувачі пасивного відпочинку на воді можуть зупинитись на березі Нугуського водосховища, де працює декілька баз відпочинку.

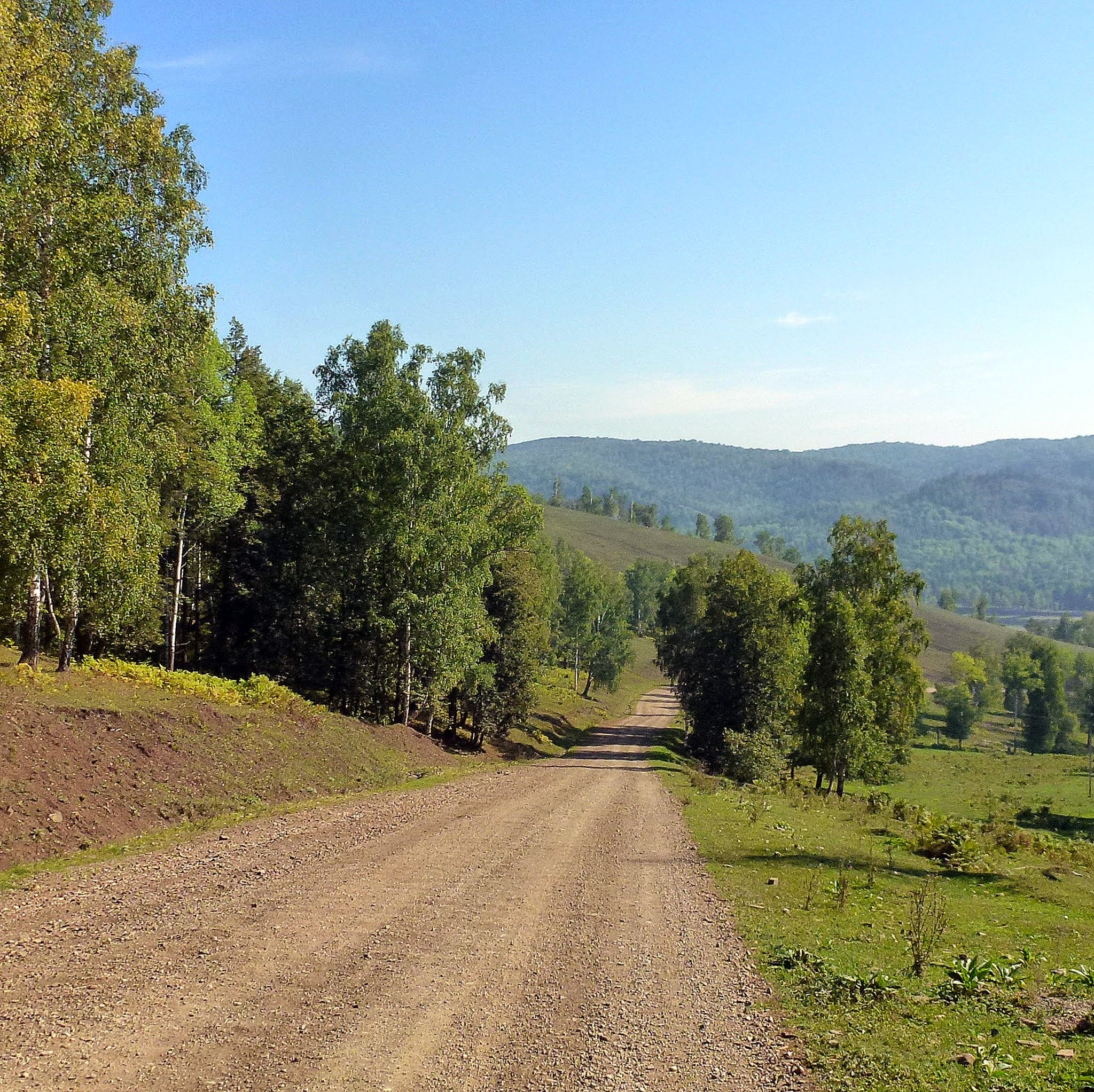
Ґрунтовими дорогами загального користування в парку можна пересуватись без спеціального дозволу.

Великим попитом серед туристів користуються кінні маршрути. Їх у парку чотири: найкоротший 40-кілометровий знайомить гостей з мальовничим урочищем Аккаваз; 7-денний «Відрогами Південного Уралу» пролягає навколо Нугуського водосховища; 9-денний кінно-автомобільний «Башкирське міжріччя» прямує до водоспаду Куперля, Куперлінського карствого мосту, урочища Кутук, Капової печери; найдовший 97-кілометровий «Таємничий Сумган» знайомить туристів з природою однойменного урочища. Національний парк «Башкирія» не тільки організовує власні туристичні маршрути, а й активно співпрацює у цьому напрямку з іншими природоохоронними установами Башкортостану. Результатом такої співпраці стали декілька багатоденних маршрутів, які проходять різними природоохоронними територіями. З них найпопулярніші наступні: 5-денний зимовий «Заповідним тайговим шляхом», під час якого туристи на всюдиходах знайомляться з природою Башкирського заповідника і заповідника Шульган-Таш; 9-денний водний «Кам'яні квіти господині Уралу» з радіальними екскурсіями до водоспаду Куперля і печери Семиколенка; комбіновані — 5-денний кінно-водний «Золотий Урал»; 9-денний автоводно-кінний «Заповідна Башкирія» з відвідинами заповідників Шульган-Таш, Башкирського і Південно-Уральського; 11-денний вело-водний «Скелі, перекати і водоспади Уралу».
Нарівні з маршрутами туристи можуть скористатися рекреаційними зонами «Антонова скеля», «45 квартал», «2-й пост», гостьовим будиночком на кордоні «Кургашли». З них найвідоміша перша зона, що знаходиться біля села Кутаново на березі Юмагузинського водосховища. Поблизу неї розташовані Кутанова печера і мальовнича Антонова скеля з оглядовим майданчиком. Рекреаційні зони, а також стоянки на всіх маршрутах облаштовані гостьовими будиночками, місцями для наметів і багаття, контейнерами для сміття, навісами, в окремих випадках — лазнями.
Крім вищезгаданих, в національному парку «Башкирія» існує ряд пам'яток поза туристичними маршрутами. Так, Ведмежа галявина належить до особливо цінних ботанічних об'єктів: на ній рясно квітне реліктовий часник скісний, занесений до Червоної книги Башкортостану. Урочище П'ятилистник цікаве тим, що в його межах Біла робить п'ять надзвичайно крутих і мальовничих вигинів, зі скель цього урочища відкриваються видовищні краєвиди. Поблизу хутора Акбута знаходиться печера Байсланташ, в якій знайдено археологічні сліди усіх історичних епох — від палеоліту до сучасності. За 8 км від цього хутора розташоване урочище Муйнак-Таш з чудовими річковими краєвидами і прибережними скелями, серед яких є незвичайно великого розміру карстові останці (найвідоміший з них Чортів палець). В урочищі також є цікава печера Театральна. На березі Нугуша розташована ще одна льодяна печера Касабай. Крім того, 19 археологічних пам'яток розкидані по всій охоронюваній території, найдоступніша з них знаходиться у селі Сергієвка. В цих місцях археологами знайдено чимало предметів, датованих кам'яною, бронзовою і ранньою залізною добою.
Туристичні об'єкти національного парку «Башкирія»